# U-306
Unterseeboot 306 foi um submarino alemão do Tipo VIIC, pertencente a Kriegsmarine que atuou durante a Segunda Guerra Mundial.

## Comandantes
| Comandante              | Data                                          |
| ----------------------- | --------------------------------------------- |
| Kptlt. Claus von Trotha | 21 de outubro de 1942 - 31 de outubro de 1943 |

## Subordinação
Durante o seu tempo de serviço, esteve subordinado às seguintes flotilhas:
| Período                                         | Flotilha                                  |
| ----------------------------------------------- | ----------------------------------------- |
| 21 de outubro de 1942 - 28 de fevereiro de 1943 | 8. Unterseebootsflottille (treinamento)   |
| 1 de março de 1943 - 31 de outubro de 1943      | 1. Unterseebootsflottille (serviço ativo) |

## Operações conjuntas de ataque
O U-306 participou das seguinte operações de ataque combinado durante a sua carreira:
- Rudeltaktik Seeteufel (21 de março de 1943 - 30 de março de 1943)
- Rudeltaktik Meise (15 de abril de 1943 - 26 de abril de 1943)
- Rudeltaktik Schill (25 de outubro de 1943 - 31 de outubro de 1943)